# 체르니솁스코예

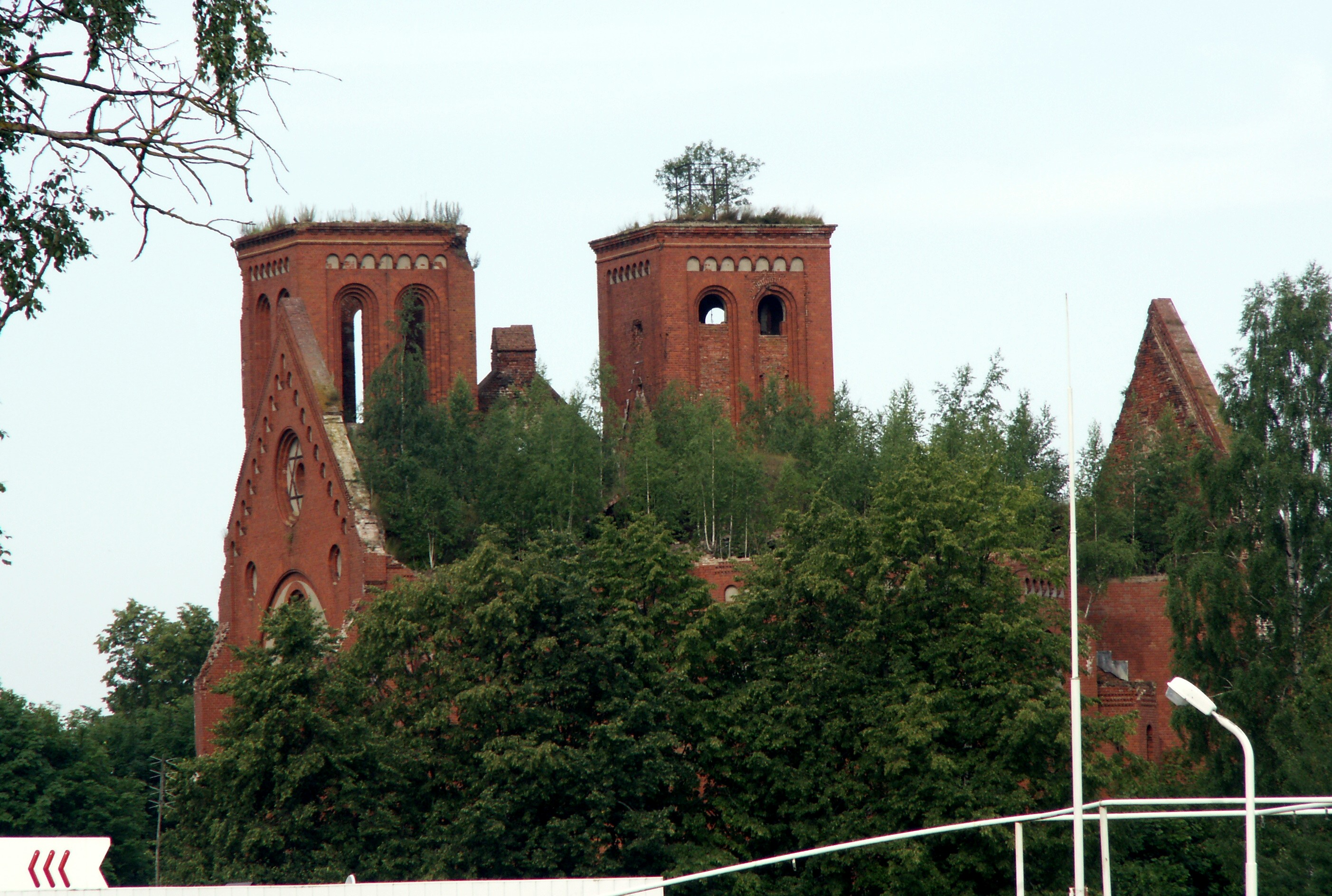
루터파 교회의 폐허

체르니솁스코예(러시아어: Чернышевское, 독일어: Eydtkuhnen 아이트쿠넨[*], 리투아니아어: Eitkūnai 에이트쿠나이)는 칼리닌그라드 주에 속한 도시이며, 리투아니아와의 국경에 있다.
1945년까지는 독일의 동프로이센의 아이트쿠넨으로, 1860년 개통된 프로이센 동방철도의 종착역이었다. 철도는 도시의 발전에 중요한 역할을 했다. 그러나 1914년 제 1차 세계대전에서의 러시아군의 공격과, 1945년 제 2차 세계대전에서 소련군의 공격으로 파괴되었다. 제 2차 세계대전의 종결로 소련 영토가 되었다.